# Ángel Ayala
Ángel Ayala Alarcó (Ciudad Real, 1 de marzo de 1867-Madrid, 20  de febrero de 1960), conocido popularmente como padre Ayala, fue un escritor, educador, sacerdote jesuita católico español, impulsor de la «pedagogía activa». En 1908, fundó la Asociación Católica de Propagandistas.

## Biografía
Ángel Ayala nació en Ciudad Real el 1 de marzo de 1867 en el seno de una acomodada familia manchega, oriunda de la provincia de Alicante, de Novelda, en concreto. Sus padres fueron Francisco Ayala y Mira y Josefa Alarcó y Delgado. Ángel fue el tercero de once hermanos.
Tras cursar bachillerato en el Convento de Santo Domingo (Orihuela) de la Compañía de Jesús, estudió Derecho y Filosofía y Letras en la Universidad de Salamanca y en la recién creada Universidad de Deusto, fundada en 1886 como «Colegio de Estudios Superiores de Deusto" y de la cual Ayala fue estudiante en sus primeras promociones.

### Compañía de Jesús
Desde joven, Ayala sentía en su interior un llamado al sacerdocio, una «lucha interna» que no menguó durante sus años universitarios, sino que se acrecentó. El 29 de octubre de 1892, terminada su formación académica, ingresó con veintiséis años en el Noviciado de San Jerónimo de la Compañía de Jesús, en Guadalupe (Murcia), donde estudió Humanidades, Retórica, Filosofía y Teología. 
El 30 de octubre de 1894, en Granada, el hermano Ayala hizo los votos del bienio: votos perpetuos de pobreza, obediencia y castidad que los novicios jesuitas realizan terminados los dos primeros años de estudio. Antes de ser ordenado sacerdote, Ayala dio clase entre 1898 y 1900 en el Colegio San José en Villafranca de los Barros (Badajoz). Cursó Teología en la localidad burgalesa de Oña —entre 1900 y 1902— y completó privadamente sus estudios en El Puerto de Santa María, en 1903. Fue ordenado sacerdote en Sevilla ese mismo año, e hizo los tres votos como profeso en el Colegio de Chamartín de la Rosa en febrero de 1906
En 1903 se realiza la donación de la casa paterna de Ángel Ayala a la Compañía de Jesús con el fin de establecer en Ciudad Real un noviciado, que más tarde se convertiría en el actual Colegio Hermano Gárate. Cabe destacar, en este sentido, que el Hermano Francisco Gárate, posteriormente beatificado, entró de portero en el Colegio de Estudios Superiores de Deusto en 1888, mientras Ángel Ayala era estudiante allí. Este centro, desde 1987, está dirigido por los salesianos.

### Asociación Católica de Propagandistas (ACdP)
El primer destino de Ángel Ayala como sacerdote, a punto de cumplir los 40 años, fue en Madrid, donde le fue encomendada la dirección de la Congregación de Nuestra Señora del Buen Consejo y san Luis Gonzaga, conocida popularmente como «los Luises», por su patrón. Con algunos de los congregantes, como Ángel Herrera Oria, fundó en 1908 la Asociación Católica Nacional de Jóvenes Propagandistas, alentada por el entonces nuncio apostólico, monseñor Antonio Vico, con el fin de despertar al adormecido catolicismo español de principios del siglo XX.Sería Herrera Oria precisamente el primer presidente de la asociación, con 23 años.
Formó y alentó a estos jóvenes propagandistas para dar mítines católicos por toda España, y contribuyó a la refundación del periódico El Debate, en 1911. Ayala no tardó en dejar que los miembros seglares de la asociación asumiesen el liderazgo: «El padre Ayala enseñaba a volar, pero no se extrañaba de que los pájaros siguieran vuelos personales», escribía uno de sus primeros discípulos.

### Instituto Católico de Artes e Industrias (ICAI)
Entre los años 1907 y 1908, Ángel Ayala fue superior de la residencia de los jesuitas de la calle Zorrilla. En 1903, la Compañía de Jesús recibió una donación de dos millones de pesetas para crear una obra «destinada a la moralización de los obreros», y sus superiores encomendaron la tarea a Ayala. En 1904 empezó las obras del Colegio de Areneros —un externado pensado para ser más barato que un internado y permitir a los padres implicarse en la educación— y en 1908, fundó el Instituto Católico de Artes e Industrias (ICAI) —que nació con el nombre de Escuela de Mecánica y Electricidad con la meta de formar cristiana y técnicamente al personal que trabajaba en las fábricas de esta especialidad—, del que fue rector hasta 1911.
Ese año es trasladado a Ciudad Real, donde funda el Seminario Menor de San Ignacio de Loyola en el solar de su casa paterna, que había donado a la Compañía de Jesús. Dirige el seminario hasta que, en 1919, vuelve a ser nombrado rector del ICAI y del colegio de Areneros. Entre 1922 y 1926 fue maestro de novicios en Granada y Aranjuez, gracias a su don de conectar con la juventud. En 1927 dirige la revista Estrella del Mar y es secretario del padre provincial de los jesuitas. Un año después, retorna como superior a la residencia de la calle de Zorrilla, en Madrid.

### Guerra Civil y franquismo
Disuelta la Compañía de Jesús durante la Segunda República, Ángel Ayala actúa como viceprovincial. Sigue a hurtadillas con los Luises y durante los meses previos a la Guerra Civil está a cargo de la residencia-refugio denominada Coetus III. Cuando comienza el conflicto armado, la prensa anuncia su detención, pero lo cierto es que consigue ocultarse en distintos domicilios de las calles Agustín y de Manuel Longoria, en la capital de España, hasta que se desplaza hasta Daimiel, donde fue acogido por una familia amiga. Posteriormente, se oculta en un asilo de las Hermanitas de los Pobres de la calle de Almagro, en Madrid, hasta que concluye la contienda.
Tras la guerra, fue de nuevo superior de una residencia jesuítica de Madrid hasta 1945, y fundó las Escuelas Profesionales Labor. Pasó el resto de su vida en el Colegio de Areneros, dedicado a la dirección espiritual y a escribir. Sus Obras completas, en dos volúmenes, fueron impresas en 1947. Falleció el 20 de febrero de 1960 en Madrid siendo enterrado dos días después en la iglesia de San Ignacio (Ciudad Real). 

## Traslado de restos a Madrid
El 17 de mayo de 2019 se celebró la solemne inhumación de los restos mortales del Padre Ayala en la capilla del Colegio Mayor Universitario de San Pablo, junto con los de sus padres Josefa y Francisco.

## Fundaciones y labor social
- Fundó el Colegio de Areneros en Madrid y el jesuita Seminario de Ciudad Real en el solar de su casa familiar y lo dirigió entre 1911 y 1919; donde promovió lo que entendía como «pedagogía activa».

- También dirigió la Congregación Mariana de Madrid (más conocida como los Luises), e inició el 3 de diciembre de 1909, a requerimiento del Nuncio del papa en España, el cardenal Vico, la muy influyente Asociación Católica de Propagandistas, al principio denominada «de Jóvenes Propagandistas», en su Colegio de Areneros, donde tuvo como mano derecha a Ángel Herrera Oria, que sería el primer presidente de la asociación y, más adelante, llegaría a cardenal.
- A partir de 1911 su órgano de expresión sería el periódico madrileño El Debate, diario confesional por antonomasia, que desde 1935 tendría en el Ya un hermano menor. Este órgano fue un vivero de nuevas ideas e instituciones: la Federación de Estudiantes Católicos, el Instituto Social Obrero, el Centro de Estudios Universitarios, la Editorial Católica, la Biblioteca de Autores Cristianos. Su labor consistió más bien en formar los cuadros dirigentes de todas estas instituciones. Su capacidad se extendió a la dirección de un Centro Católico de Obreros y unas Escuelas Obreras.
- En 1941 Impulsó asimismo la Compañía Misionera del Sagrado Corazón, una orden de monjas misioneras extendida por China, África e Hispanoamérica[4] que había entrado en crisis tras la expulsión de su fundadora a los seis años de haberla creado, con ayuda de la madre María Pilar Navarro.

## Pensamiento

### Pedagogía y evangelización
En su libro de 1919 Prácticas de pedagogía, Ayala planteó por primera vez en su obra el concepto de «pedagogía activa», abierta a muchos campos del saber y de las artes, potenciando las cualidades de cada alumno, pero sólida en su espiritualidad. En esta línea, afirmaba:
Entendiendo que lo primero en la obra educadora, es conquistar el corazón, con un amor que se entiende y agradece, con un trato agradable y preocupándonos de su alegría
Esta concepción de la educación iba ligada en Ayala a su visión sobre la evangelización, plasmada en obras como Formación de selectos (1940). En ella afirma que en la obra evangelizadora hay que atender a todos, pero que se debe prestar atención especial a los que poseen «dotes y capacidad para ocupar puestos de regiduría y servicio abnegado a los demás». Para Ayala, el sentido de «selecto» viene dado por su finalidad, que es el servicio, la entrega y la dedicación al bien común.

Además, el fundador de la ACdP entendía la «formación de selectos» como el inicio de un efecto bola de nieve:
El que forma un apóstol influye no solo por el bien que produce la acción de este sobre las masas, sino porque todo apóstol tiende a crear nuevos apóstoles. Es, pues, una cadena de influjos que solo Dios sabe cuándo termina.

### Liderazgo
Ángel Ayala reflexionó abundantemente sobre el ejercicio de la autoridad. En sus escritos, defendía que esta «es amada, si antes sabe amar», y exhortaba al líder a ser generoso en su respuesta a las necesidades de sus subordinados: «La regla general en buena política, consiste en ser más inclinado a conceder que a negar, cuando la concesión puede hacerse sin detrimento del bien común o privado», decía, aunque destacaba la necesidad de saber negar y de «exigir lo esencial de todos». Incitaba a dar libertad de acción a los auxiliares y a entender la disciplina como medio y no como fin.

### Vida religiosa
Como religioso, entendió como «norma ideal» la discreción: no llamar la atención, vivir en el anonimato, ser santo por la perfección de las obras ordinarias. En su vejez, lo expresaba así:
Han andado gestionando que se me diera una gran cruz de no sé qué; pero yo no quiero ninguna, sino la de mi vida, ¡bien llevada! (Carta del 27-III-1953)
Según destaca su biógrafo Francisco Cervera, «la nota predominante, el lema constante en él fue siempre la caridad con todos, especialmente con los pobres o desvalidos y en plan paulino, sacrificado». Contemplaba su vida de religioso como «una perpetua cruz que hace amable la gracia y el amor de Dios», y entendía el sacrificio de uno mismo como fuente de felicidad, por ofrecerlo a Dios.

## Obras
Entre todas ellas destacan:
- Prácticas de Pedagogía (Madrid: Blass y cía, 1919), destinado a sus alumnos en el seminario de Ciudad Real.
- Nuestros colegios (Madrid: Huelves, 1931), destinado a jesuitas.
- Diferencias entre el estado seglar y el religioso (1935).
- Formación de selectos (Madrid: Sociedad de Educación Atenas, 1940).
- Recuerdos y criterios, (Madrid: Ediciones Studium de Cultura, 1956), de carácter autobiográfico.
- Ignacianas (Madrid: Industrias gráficas, 1942).
- Exámenes prácticos para días de retiro (1953).
- Las congregaciones marianas y el fomento de vocaciones.
- La elección de estado en los colegios religiosos.
- Obras completas (Madrid: BAC, 1947), 2 volúmenes.
- Obras Completas de Ángel Ayala, SJ (Madrid: BAC, 1999-2002), 4 volúmenes. Edición de José Luis Gutiérrez García

## Premios y reconocimientos
El 21 de junio de 1953, en un mismo acto se le concedieron dos insignias y un reconocimiento:
- Hijo predilecto de Ciudad Real.
- Insignia del Instituto de Estudios Manchegos.
- Gran Cruz de Alfonso X el Sabio.